# Manuel Recuero Astray
Manuel José Recuero Astray (Albacete, 18 de marzo de 1950) es un historiador y profesor universitario español. Es catedrático de Historia Medieval de la Universidad de La Coruña. 

## Formación
Recibió sus estudios básicos en el IES Ramiro de Maeztu de Madrid, donde transcurrió buena parte de su infancia y juventud. Estudió la carrera de Filosofía y Letras en la Universidad Complutense de Madrid. Tras licenciarse, obtuvo la mención de doctor en Historia Medieval por la Universidad Autónoma de Madrid con una tesis doctoral que llevó por título "Alfonso VII, emperador: el Imperio Hispánico en el siglo XII". La investigación estuvo dirigida por el afamado profesor, académico e historiador español Luis Suárez Fernández. El tribunal de tesis otorgó a la investigación la máxima calificación posible, obteniendo el título de doctor con sobresaliente cum laude.

## Carrera académica
Inició su carrera académica en la Universidad de Valladolid, con la que estuvo vinculado entre 1972 y 1979 como becario de investigación y profesor ayudante. Fue profesor adjunto en la Universidad Autónoma de Madrid desde 1982. Obtuvo, tres años más tarde, la plaza de profesor titular en la misma universidad. Sin embargo, ha sido en la Universidad de La Coruña donde ha desarrollado su labor como docente e investigador hasta su jubilación en el año 2020. En 1995 accedió a la cátedra de Historia Medieval de la Universidad de La Coruña. 
Entre los años 1997 y 2003, bajo el mandato del rector José Luis Meilán, compatibilizó su actividad académica con el cargo de vicerrector del campus de Ferrol, etapa en la que se produjo la puesta en marcha del campus de Esteiro y la materialización de varios títulos. En 2005 accedió al puesto de director de departamento de Humanidades, cargo que desempeñó hasta 2009. Ese mismo año fue elegido decano de la facultad de Humanidades y Documentación. En 2011 decidió, con la plataforma "Iniciativa de Renovación Universitaria", presentar su candidatura a las elecciones rectorales de la Universidad de La Coruña, en las que resultó vencedora la candidatura de Xosé Luis Armesto. En 2015, dos años antes de la finalización de su segundo mandato, convocó anticipadamente elecciones al decanato de la facultad.
Sus numerosas investigaciones han estado centradas, fundamentalmente, en el estudio de la Alta Edad Media de la península ibérica. Destacan, entre otros, los estudios relativos a la figura de Alfonso VII, los reinos cristianos y la historia de Galicia. Ha participado en numerosos congresos sobre la disciplina y ha participado en diferentes proyectos de investigación con financiación tanto pública como privada. A lo largo de su dilatada trayectoria académica ha tenido la oportunidad de dirigir varias tesis doctorales. Ha formado parte de diferentes tribunales y órganos de gestión y calidad universitaria, así como colaborar con otras entidades dedicadas a la investigación, como por ejemplo, el Instituto de Estudios Gallegos Padre Sarmiento, dirigido por Eduardo Pardo de Guevara y Valdés. Es experto en fuentes, documentación e historiografía.
Entre 2011 y 2019 ha colaborado como columnista de opinión en el Diario de Ferrol, periódico centrado en la actualidad informativa de la comarca de Ferrol. Durante ocho años sus publicaciones en prensa han versado sobre diferentes temas políticos, académicos, sociales e históricos. Esta colaboración dio lugar, en 2019, a la publicación de un libro titulado "De la A a la Z: Reflexiones de un profesor universitario", en el que se recopilan todos los artículos publicados en prensa.

## Vida personal
Nacido en Albacete pero criado en Madrid, pasó sus primeros años de vida y buena parte de su juventud en la capital. A partir de la década de los años 90 se encuentra vinculado a Galicia y, concretamente, a la ciudad de Ferrol. Es hijo de Concepción Astray Risueño (1916-1986) y Antonio Recuero López (1918-1965), abogado del Estado. Es padre de cinco hijos gracias a su matrimonio en 1988 con Matusa Puente Puig, hija de Trinidad Puig Rojas (1930) y del médico y académico José Luis Puente Domínguez (1918-2008), prestigioso cirujano de Santiago de Compostela y una de las referencias de la medicina y la cirugía de España en el siglo XX.

### Monografías
- Alfonso VII, emperador: el Imperio Hispánico en el siglo XII, Centro de Estudios e Investigación "San Isidoro", León, 1979.
- Orígenes de la Reconquista en el occidente peninsular, Universidade da Coruña, La Coruña, 1996.
- Alfonso VII: los reyes de León, Edilesa, León, 1996.
- Documentos medievales del Reino de Galicia: Alfonso VII (1116-1157), Eurográficas, Cuenca, 1998.
- Documentos medievales del Reino de Galicia: Fernando II (1155-1188), Junta de Galicia, La Coruña, 2000. En colaboración con Paz Romero Portilla y Ángeles Rodríguez Prieto.
- Documentos medievales del Reino de Galicia: Doña Urraca (1095-1126), Junta de Galicia, La Coruña, 2002. En colaboración con Paz Romero Portilla.
- Alfonso VII (1126-1157), La Olmeda, Burgos, 2003.
- Historia da Galiza, Edições Sílabo, Lisboa, 2008. En colaboración con Baudilio Barreiro Mallón.

### Artículos de revista
- La fundación de monasterios cistercienses en Castilla: cuestiones cronológicas e ideológicas (en colaboración con Vicente Ángel Álvarez Palenzuela), Hispania sacra, vol. 36, nº74, 1984, pp. 429-455.
- Donaciones de Alfonso VII a sus fieles y servidores, En la España medieval, n.º 9 (ejemplar en memoria de Claudio Sánchez-Albornoz (II), 1986, pp. 897-914.
- Historiografía medieval del Camino de Santiago. Un estudio multidisciplinar de la realidad galega que atravesan os Camiños de Santiago, Aulas no Camiño. O Camiño francés, 1996, pp. 32-44.
- San Rosendo y la cultura en el siglo X, Estudios mindonienses: Anuario de estudios histórico-teológicos de la diócesis de Mondoñedo-Ferrol, nº23, 2007, pp. 89-102.
- El saber histórico: conocimiento y utopía, Cistercium: Revista cisterciense, n.º 265, 2015, pp. 67-96.
- Sobre la historia de las religiones (reflexiones y perspectivas), Estudios mindonienses: Anuario de estudios histórico-teológicos de la diócesis de Mondoñedo-Ferrol, n.º 32, 2016-2017, pp. 627-656.

### Varia no científica
- De la A a la Z: Reflexiones de un profesor universitario 2011-2019, Ediciones Y, Madrid, 2019.
- Extremum (La frontera), Ediciós do Castro, La Coruña, 2006.